# Mieczysław Kałużny
Mieczysław Kałużny (ur. 23 lipca 1934 w Czarnym Potoku, zm. 9 listopada 2001 w Gołaszewie) – polski rzeźbiarz.

## Życiorys
W latach 1950-1955 uczęszczał do Państwowego Liceum Technik Plastycznych im. Kenara w Zakopanem, a następnie studiował w latach 1955-1961 na Akademii Sztuk Pięknych w Warszawie, uzyskując dyplom z wyróżnieniem w 1961.
W latach 1963-1965 odbył podróże do USA, Holandii, Belgii i NRF. 
Tworzył rzeźbę kameralną, plenerową, pomnikową (metal, kamień, szkło, drewno, gips) oraz płaskorzeźbę.

## Wystawy
- 1962 - Rzeźba w XV-lecie PRL w Muzeum Narodowym,

- 1966, 1968 - I i II Festiwal Sztuk Pięknych zorganizowane przez Muzeum Wojska Polskiego i Zachętę,

- 1968 - Międzynarodowe Biennale Rzeźby w Metalu[1][2], Warszawa,

- 1969 - Międzynarodowy Konkurs na Pomnik Moliera, Bendor Francja,

- 1969 - Ogólnopolska Wystawa Rzeźby Plenerowej, Bytom,

- 1969 - I Ogólnopolskie Spotkania Rzeźbiarskie, Mielec,

- 1979 - II Ogólnopolskie Spotkania Rzeźbiarskie, Mielec (Kałużny był komisarzem pleneru)[3].

## Nagrody
- Wyróżnienie Ministra Kultury i Sztuki w 1968,
- Złota Odznaka za zasługi dla Zakopanego w dziedzinie plastyki w 1978[4],
- Nagroda Premiera 1986 za twórczość dla dzieci,
- "Złota Syrenka" od Prezydenta m.st. Warszawy w 1986,
- Złoty Krzyż Zasługi w 1989.

## Twórczość
Prace jego można znaleźć w Brwinowie, Ciechanowie, Gołaszewie, Grudziądzu, Konstancinie, Mielcu, Ożarowie Mazowieckim, Warszawie, Wrocławiu, jak również poza granicami Polski: w Monaco, Japonii, Bułgarii, na Węgrzech, we Francji, Hiszpanii, Czechach, Holandii, Niemczech i Rosji. 
Ostatnie 20 lat życia spędził w zakupionym dworze w Gołaszewie. 